# ハナビスゲ
ハナビスゲ Carex cruciata Wahlenb. 1803 はカヤツリグサ科スゲ属の植物の1つ。よく枝分かれした花序を長い茎に複数付け、果胞は膨らんで真っ白になる。熱帯系の種で日本では九州にごくわずかに生育する。

## 特徴
大柄になる多年生草本。根茎は短いながらも横に這い、そのために株は緩やかなまとまりとなる。花茎は長さ40-100cmに達し、根出葉はそれより長くなり、また花茎にも中程まで茎葉が付いている。葉は幅6-15mmと広く、質は厚手で緑色をしており、縁はざらつきがある。基部の鞘は褐色をしている。
花期は9-12月。花茎はざらつきがなく、上に伸びるが倒れやすく、花茎が太くてあまりしならないためかそのまま倒れ込んでしまうことが多いようである。花序は軸が枝分かれした円錐花序となり、それが花茎の先端とそれより下の節ごとに合わせて数個出る。小穂はすべてほぼ同じ型で雄雌性、つまり先端部が雄花、基部側が雌花となっている。それぞれの花序の基部にある苞は鞘があって葉身は葉状に発達し、特に下方のものは葉身が40-100cmにもなる。個々の花序は全体の形としては卵形で長さ3-10cmほどになり、その1つの枝につく小穂は3-6個。個々の小穂は長卵形で長さ5-12mm、先端部には少数の雄花をつけ、しかし長さとしては雄花部と雌花部が同じくらいになる、とも。いずれにせよ雄花部は雌花部より遙かに幅狭く、まるで注射器の先端に注射針が付いているような格好になる。柄があってその基部にある前葉は果胞のように膨らんでいる。雄花鱗片は褐色で先が尖っている。雌花鱗片は褐色で先端が尖るか、あるいは短い芒となって突き出している。果胞は雌花鱗片より突き出していて長さ3-4mm、幅1.5mmほどで卵形をしており、先端は細くなって長い嘴となり、その先端の口は斜めに切り落とされた形になっている。開出、つまり軸に対して反り返るように立ち上がって付き、成熟につれて膨らみ、完熟時には白くなる。稜間には細い脈があり、無毛か先端部近くにざらつきがある。痩果はゆるく果胞に包まれ、卵円形で長さ1.5mm。柱頭は3つに裂ける。
和名は花火スゲで、その花序の形を花火に見立てたものである。別名にジュウモンジスゲがある。

### 花序の構造について
本種の花序は円錐花序であるが、これはまず総状に並んだ小穂があり、その小穂の中の雌花の果胞の中から二次的な枝が出て、その枝の上に同じような構造の雄雌性の小穂が付く。その小穂からも同様に枝が出て、このようなことが三度ばかり繰り返されることで全体の花序ができあがる。スゲ属の雌花は果胞という袋に包まれるのが特徴であるが、この袋は鱗片の内側にあって雌しべの外側にあるために一見すると花被片に由来するように思える。しかし本種のように果胞の内部、雌しべの下から枝が出る例はこの考えを否定するもので、果胞は花軸の基部の前葉(小苞)であり、存在する雌しべはその枝の最下の雌花であり、それより先の枝は退化して消失したものだと考えられる。

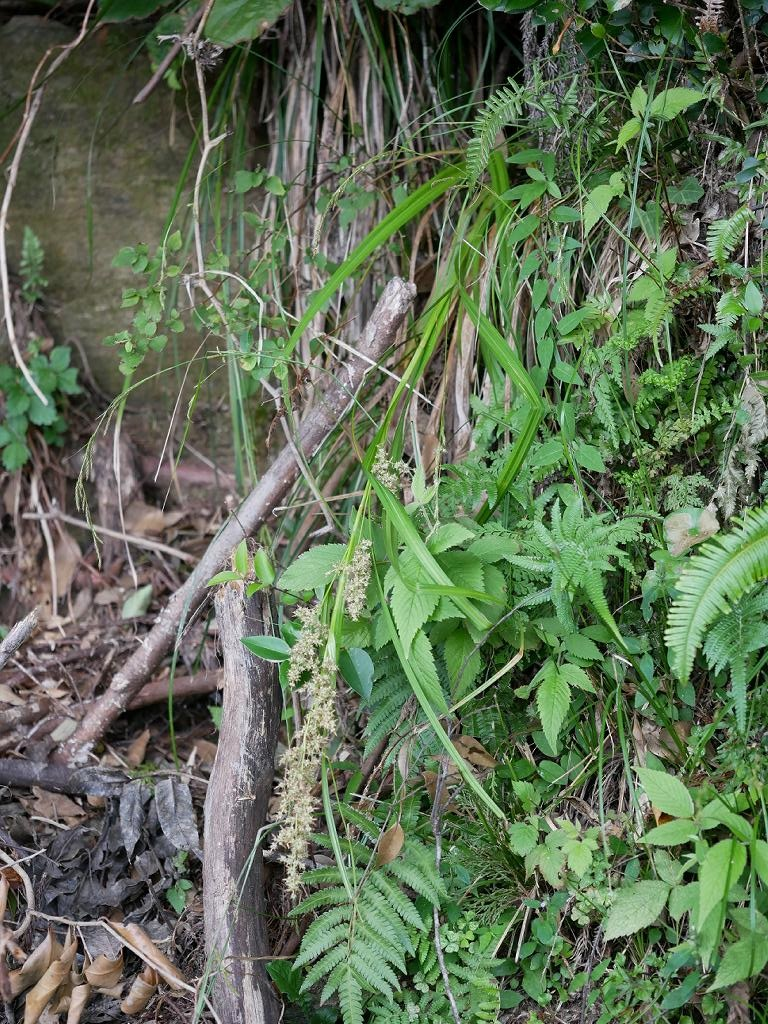
全体の姿
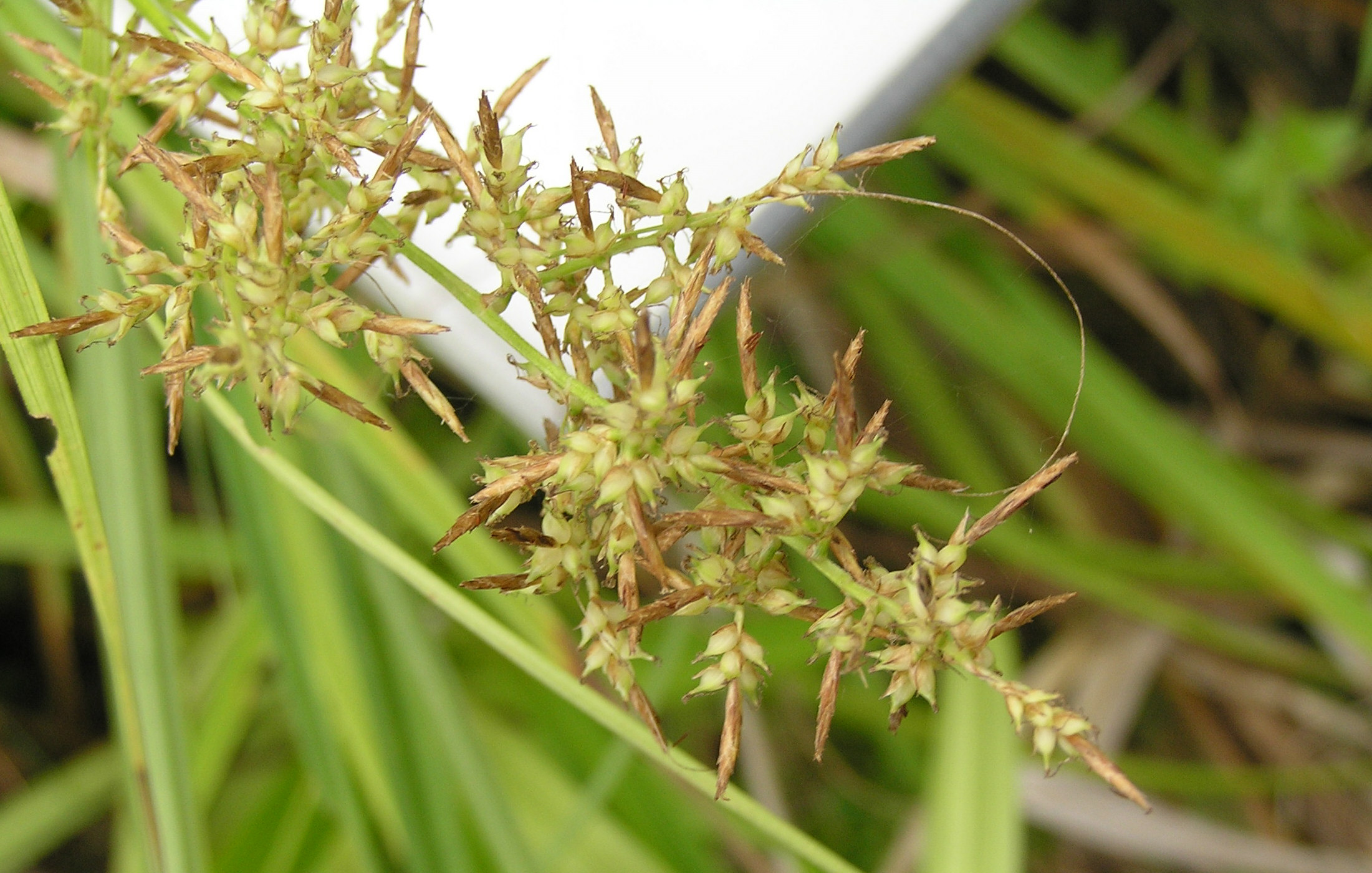
まだ若い穂の一部
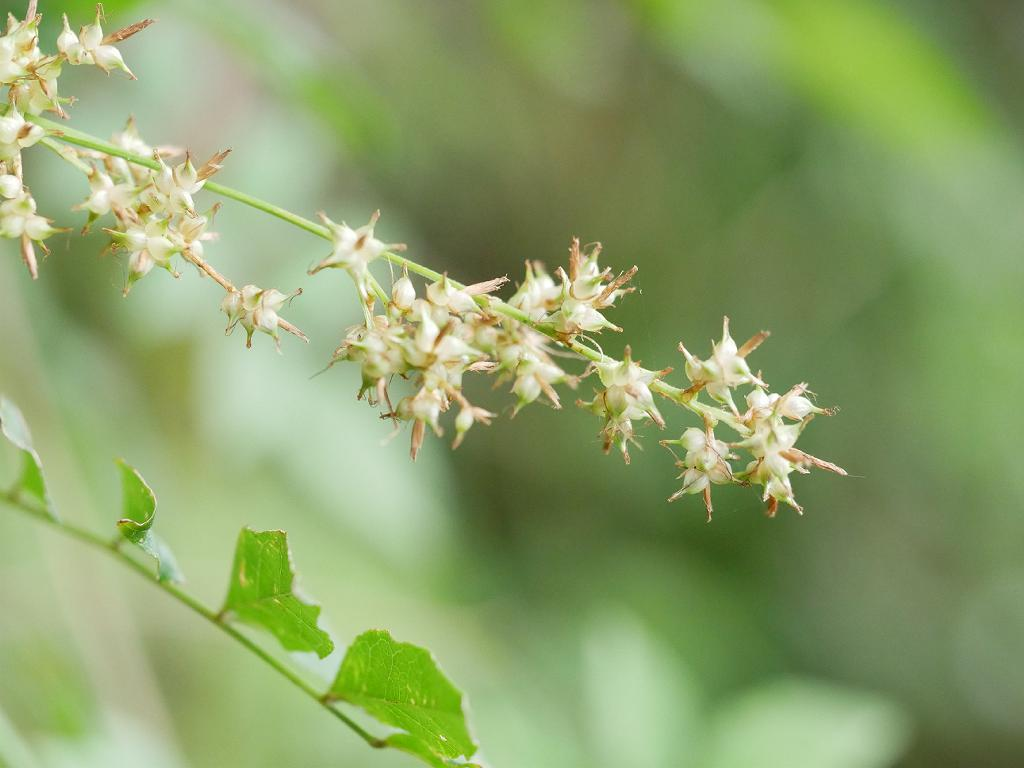
成熟した穂の一部
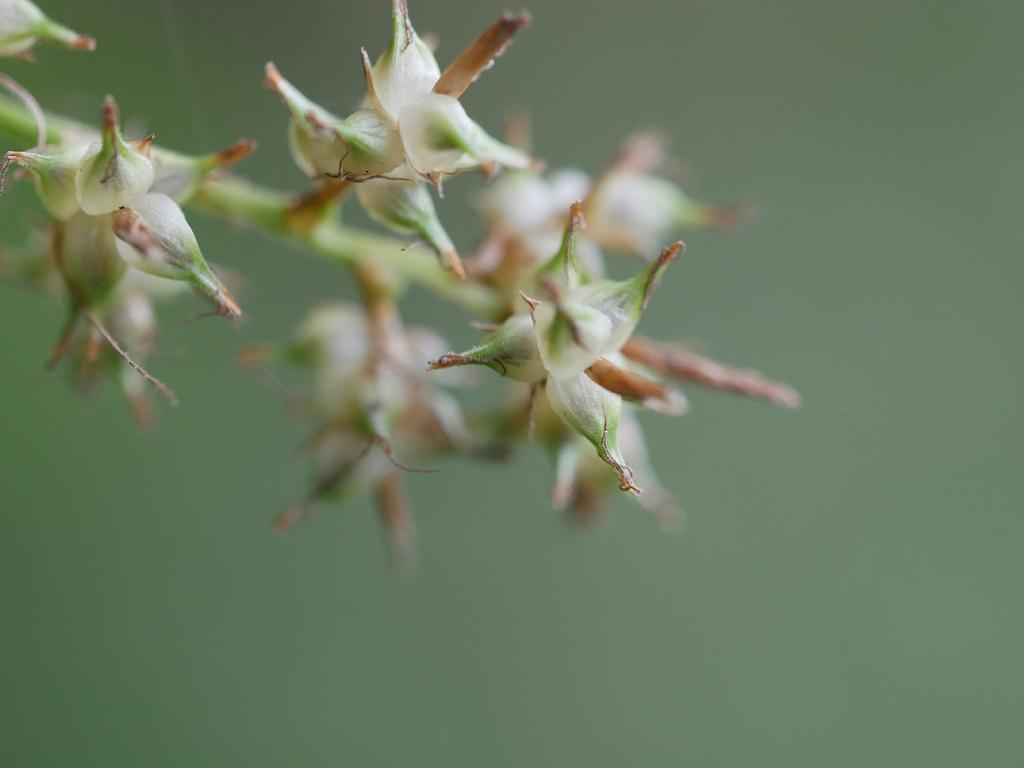
小穂の拡大像
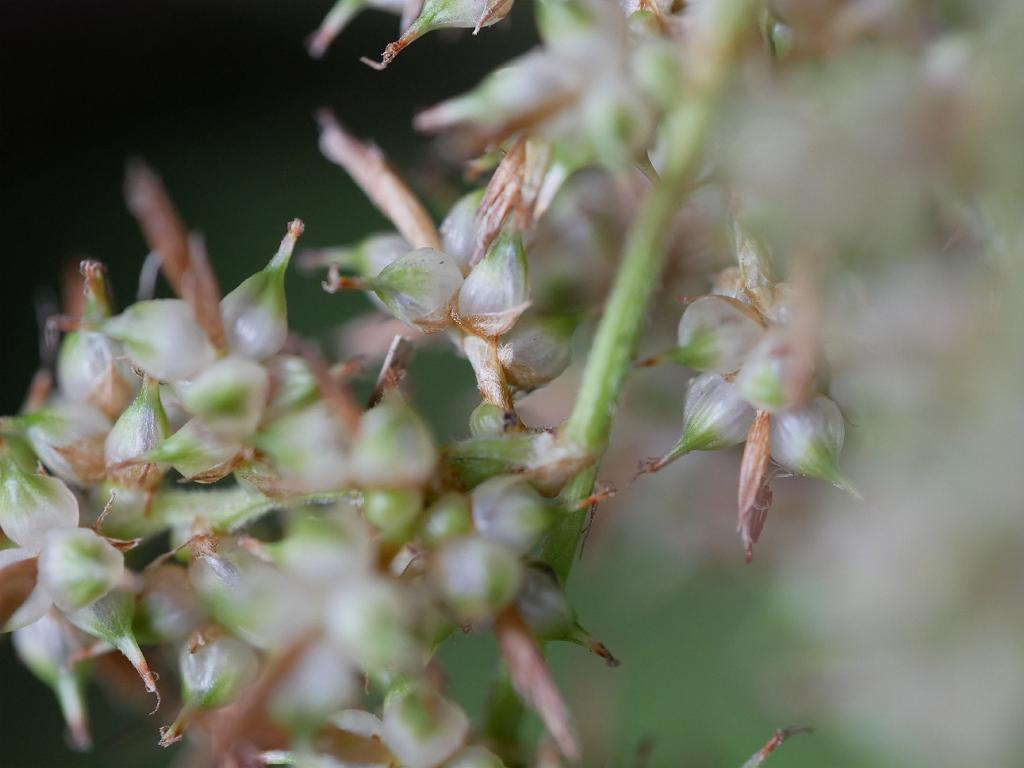
小穂の柄の基部に膨らんだ前葉が見える

## 分布と生育環境
日本では九州と屋久島、種子島のみから知られる。九州では長崎県と熊本県からだけ知られている。長崎県長崎市によると同市の琴海地区（旧琴海町）は本種が日本で一番多く生育しているという。国外では台湾、中国南部、東南アジア、ヒマラヤ、オーストラリアに渡って分布している。琉球に分布との記述もあったが、近年の書にはその記載がなく、誤りらしい。
林縁部のやや湿った場所に出現する。また山間部谷沿いの林縁に出現する。

## 分類など
花序の主軸から分枝が出て、それに更に枝が付いて円錐花序をなすこと、それに小穂の基部にある前葉が筒状でなく果胞のように膨らんだ形をしていることは日本では本種以外の大部分のスゲ属には見られない特徴となっており、同様の特徴を持つものは他にアブラシバ C. satzumensis だけである。また小穂が全部同型で雄雌性であること、柱頭が3岐することなども共通している。このようなことからこの2種は近縁と考えられ、北村他(1998)では両者を合わせてジュウモンジスゲ節 Sect. Indicae としている。ただし星野他(2011)や勝山(2015)は両者を分けて本種のみをハナビスゲ節 Sect. Indicae にしている。この2種を節で分ける根拠としてはアブラシバでは円錐花序が花茎の先端に1つだけ生じるのに対して、本種では複数の花序が付くことがあげられている。
上記のように前葉が果胞の形態を示すことや円錐花序を持つことなどから本種を含む群がスゲ属の中でもっとも原始的なものであると考えられていたこともある。もっともこれに関しては分子系統等の情報から否定されており、現在では本種はスゲ属の中で祖先的と考えられている群に含まれていない。
というわけで本種はきわめて目立つ姿と特徴を持っており、他に見誤りそうな植物は日本には存在しない。花序の構造などで似ているアブラシバは草丈がせいぜい20cm程度の小柄な植物であり、一見して見分けが付く。あるいは別属のオオシンジュガヤ Scleria terrestris にその姿が似ているとも言う。確かにこの植物も高く伸びる茎があり、その茎に茎葉があって円錐花序を複数付け、白くなる実をつけるなどの点で似ているが、この植物には根出葉がない。またこの種は本種のように鈴なりに実をつけるようなことはまずない。もちろん眼を寄せて見れば本種の白い実は膨らんだ果胞であり、オオシンジュガヤでは硬い痩果であるので普通は混乱を生じるものではない。

## 保護の状況
環境省のレッドデータブックでは絶滅危惧II類に指定されており、県別では長崎県と熊本県で絶滅危惧I類に、鹿児島県で同II類に指定されている。これらの指定は分布域の狭さに基づくものと思われ、それぞれの地域においては絶滅の危機が懸案されている、と言うものではないようである。